# 1962 en rugby à XV
Cette page présente les faits marquants de l'année 1962 en rugby à XV : les principales compétitions et évènements liés au rugby à XV et rugby à sept ainsi que les naissances et décès de grandes personnalités de ce sport.

## Événements

### Février
- 24 février : Michel Crauste (troisième ligne du FC Lourdes) s'illustre en marquant trois essais pendant le match contre les Anglais à Paris.

### Avril
- Le Tournoi des Cinq Nations 1962 voit la victoire de la France avec trois victoires et une défaite. C'est le sixième titre (le quatrième consécutif) pour le XV de France. Pierre Albaladejo est le meilleur marqueur français du tournoi avec 14 points  et Michel Crauste a marqué le plus grand nombre d'essais : quatre dont trois contre les Anglais.
  - Article détaillé : Tournoi des Cinq Nations 1962.

### Récapitulatifs des principaux vainqueurs de compétitions 1961-1962
- 27 mai : le SU Agen devient champion de France en battant en finale, au Stadium municipal de Toulouse, l'AS Béziers sur le score de 14-11[1].

- Le Challenge Yves du Manoir est remporté par le Stade montois qui bat la Section paloise par 14 à 9[2].

### Août
- Les Lions britanniques et irlandais font une tournée en Afrique du Sud. Trois défaites en test match sont le fait marquant d'une série de rencontres disputées du 26 mai au 28 août.

## Naissances
- 3 janvier : Gavin Hastings, joueur de rugby à XV écossais.
- 14 février : Philippe Sella, joueur de rugby à XV français
- 6 juin : Grant Fox, joueur de rugby à XV néo-zélandais (demi d'ouverture). Vainqueur de la première Coupe du monde de rugby en 1987, 46 sélections avec les All Blacks.
- 9 juillet : Brian Williams, joueur international gallois comptant 5 sélections naît à Penyffordd († 7 février 2007).
- 21 octobre : David Campese, joueur de rugby à XV international australien (101 sélections), naît à Queanbeyan.
- 29 novembre : Tom Lawton, joueur de rugby à XV australien, comptant 41 sélections avec l'équipe d'Australie au poste de talonneur de 1983 à 1989.